# Vyvienne Long
Vyvienne Long est une chanteuse et une violoncelliste irlandaise. Elle est connue pour être la violoncelliste du chanteur Damien Rice, mais elle joue aussi du piano et chante.
Elle se produit aussi en solo ; en septembre 2006, elle a produit un EP en solo : Birdtalk. Suivi d'un album 3 ans plus tard : Caterpillar Sarabande (2009). 
Elle a aussi un groupe qui s'est déjà produit sur scène, composé de deux violoncelles, piano, basse, batterie.

## Discographie
En solo :
- Birdtalk (2006) (EP)
- Caterpillar Sarabande (2009)

Avec Damien Rice :
- O (2002)
- Live in Union Chapel (2003)
- 9 (2006)

## Site officiel
- http://www.vyviennelong.com/ Site officiel